# Doddakalbalu, Kanakapura
Doddakalbalu là một làng thuộc tehsil Kanakapura, huyện Ramanagara, bang Karnataka, Ấn Độ.